# Loi de Darcy-Forchheimer
La loi de Darcy-Forchheimer corrige la loi de Darcy pour les débits importants de fluide en milieu poreux en prenant en compte les effets inertiels. Elle est issue des travaux de Jules Dupuit (1863) et de Philipp Forchheimer (1901) et a été donnée sous sa forme actuelle par J. C. Ward (1964).

## Loi de Darcy-Forchheimer
Lorsque le débit est important les effets inertiels peuvent être pris en compte par l'intermédiaire d'une correction faisant intervenir le nombre de Reynolds basé sur la longueur caractéristique {\displaystyle {\sqrt {K}}}
{\displaystyle Re_{k}={\frac {\rho \,||\mathbf {V} ||{\sqrt {K}}}{\mu }}}
avec
- {\displaystyle \rho } masse volumique du fluide,
- {\displaystyle \mathbf {V} } vitesse moyenne dans le milieu poreux, définie par {\displaystyle \mathbf {q} =\rho \mathbf {V} } où {\displaystyle \mathbf {q} } est le flux massique,
- {\displaystyle K} perméabilité, supposée scalaire,
- {\displaystyle \mu } viscosité dynamique.

Cette correction s'exprime dans la loi de Darcy-Forchheimer de la façon suivante
{\displaystyle K(\nabla p-\rho \mathbf {g} \,)=-\mu \mathbf {V} \,(1+\alpha Re_{k})}
où
- {\displaystyle \nabla p} est le gradient de pression,
- {\displaystyle \mathbf {g} } est le champ d'accélération,
- {\displaystyle \alpha } est le nombre d'Ergün (ou nombre de Ward). Il est de l'ordre de 0.5.

## Mesure des caractéristiques du milieu

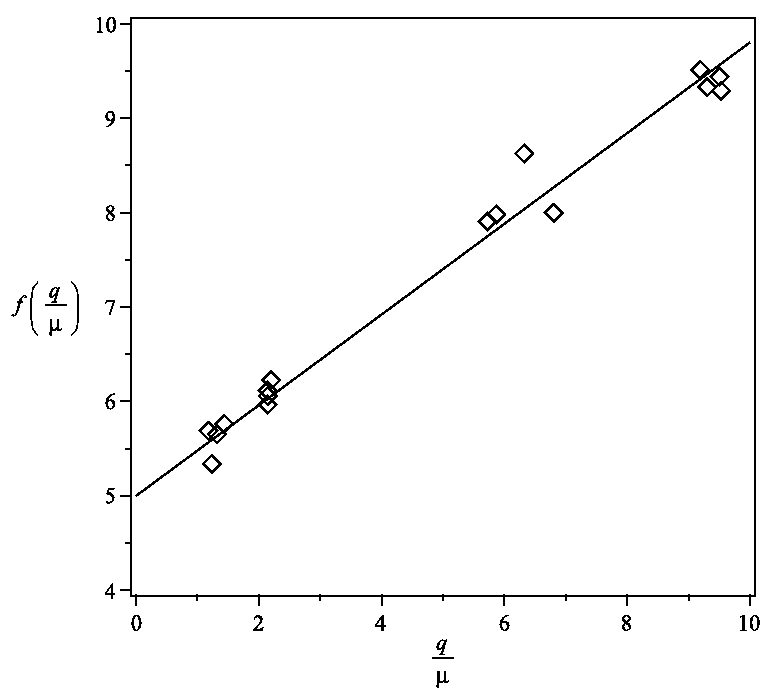
Mesure de la porosité et du nombre de Ward par la méthode de Cornell and Katz sur un matériau composite.

Il est possible d'obtenir pour un gaz simultanément {\displaystyle K} et {\displaystyle \alpha } à partir d'une série d'expériences en laboratoire en situation unidimensionnelle où {\displaystyle \mathbf {g} } est négligé.
L'équation de Darcy-Forchheimer s'écrit :
{\displaystyle -{\frac {\mathrm {d} p}{\mathrm {d} x}}={\frac {\mu }{K}}{\frac {q}{\rho }}+{\frac {\alpha }{\sqrt {K}}}{\frac {q^{2}}{\rho }}}
On utilise l'équation d'état du gaz supposé parfait sous la forme :
{\displaystyle p={\frac {\rho RT}{M}}}
où
- {\displaystyle T} est la température,
- {\displaystyle M} la masse molaire,
- {\displaystyle R} la constante universelle des gaz.

En multipliant la relation ci-dessus par {\displaystyle p} à gauche et sa valeur à droite il vient :
{\displaystyle -p{\frac {\mathrm {d} p}{\mathrm {d} x}}={\frac {RT}{M}}q\left({\frac {\mu }{K}}+{\frac {\alpha }{\sqrt {K}}}{q}\right)}
ce qui donne une estimation
{\displaystyle -{\frac {M}{2RTq\mu }}{\frac {\Delta (p^{2})}{\Delta x}}={\frac {1}{K}}+{\frac {\alpha }{\sqrt {K}}}{\frac {q}{\mu }}}
En faisant varier la pression et en mesurant le débit dans une expérience, on obtient une série de points d'où l'on extrait l'ordonnée à l'origine {\displaystyle {\frac {1}{K}}} et la pente {\displaystyle {\frac {\alpha }{\sqrt {K}}}} (voir courbe).